# Alejandro Orfila Colmenares
Alejandro Miguel Orfila Colmenares (Montevideo, Uruguay, 18 de mayo de 1976) es un exfutbolista y entrenador uruguayo. Actualmente dirige a Gimnasia y Esgrima La Plata.

## Trayectoria

### Como jugador
Nació en Montevideo y comenzó su carrera en las inferiores de Defensor Sporting. Tras finalizar su formación, pasó al Miramar Misiones de Segunda División, donde estuvo dos años antes de pasar un breve paso por Cerrito.
En 1999, Orfila se mudó al extranjero y se unió al Tigre de la Primera B Nacional argentina. En 2003, tras sufrir el descenso a Primera B Metropolitana, fichó por el Sportivo Italiano de tercera división.
El uruguayo jugaría su carrera en la tercera división argentina en los siguientes diez años (aparte de un breve período ganando la Primera C con Barracas Central en 2010), representando a Temperley (dos etapas), Italiano, Almirante Brown, Tristán Suárez, Deportivo Morón, Villa San Carlos y Colegiales. Aparecería en la cuarta división en las dos últimas temporadas de su carrera, jugando en Talleres de Remedios de Escalada, San Telmo, Sacachispas y San Miguel.

### Como entrenador
Poco después de retirarse, trabajó como entrenador de la Futbolistas Argentinos Agremiados en 2016 antes de ser nombrado técnico de Comunicaciones el 5 de enero de 2017, en sustitución de Jorge Vivaldo. Llevó al club a la final de la eliminatoria de ascenso en su primera temporada, perdiendo ante Riestra.
El 11 de diciembre de 2017, Orfila dejó el club porteño para hacerse cargo de Ferro Carril Oeste de la Primera B Nacional. En febrero de 2019, dejó su cargo de común acuerdo con la dirigencia.
En marzo de 2019, fue oficializado como entrenador de Atlanta. No obstante, en diciembre del mismo año, presentó la renuncia para poder dirigir en Uruguay.
El 26 de diciembre de 2019, Orfila fue presentado en Defensor Sporting. El 12 de noviembre de 2020, fue despedido luego de una serie de malos resultados.
Regresó a la Argentina el 7 de febrero de 2021 para ser entrenador de Belgrano. Luego de un inicio irregular, dejó su cargo en mayo del mismo año. Unos días más tarde, fue confirmado como entrenador de San Luis de Quillota. Sin embargo, finalmente no se haría cargo del club chileno.
El 6 de diciembre de 2021, Orfila fue anunciado como entrenador de Deportivo Morón. Luego de un empate ante San Martín de San Juan, abandonó su cargo en abril de 2022.
En mayo de 2022, inició su segunda etapa en Atlanta. Sólo duró seis partidos en el club, siendo despedido el 15 de junio.
El 25 de octubre de 2022, Orfila fue nombrado entrenador de otro club al que representó como jugador, Almirante Brown. No obstante, fue despedido el 11 de junio de 2023.
En junio de 2023, fue oficializado como técnico de Temperley. Luego de seis meses a cargo, dejó su puesto el 4 de diciembre.
El 13 de diciembre de 2023, Orfila fue anunciado como entrenador de Barracas Central. En agosto de 2024, presentó su renuncia después de una serie de malos resultados.
En mayo de 2025, asumió al frente de Gimnasia y Esgrima La Plata.

## Clubes

### Como jugador
| Club              | País      | Año       |
| ----------------- | --------- | --------- |
| Miramar Misiones  | Uruguay   | 1998-1999 |
| Cerrito           | Uruguay   | 1999      |
| Tigre             | Argentina | 1999-2003 |
| Sportivo Italiano | Argentina | 2003      |
| Temperley         | Argentina | 2003-2004 |
| Sportivo Italiano | Argentina | 2004-2005 |
| Almirante Brown   | Argentina | 2005-2007 |
| Tristán Suárez    | Argentina | 2007-2008 |
| Temperley         | Argentina | 2009      |
| Deportivo Morón   | Argentina | 2009      |
| Villa San Carlos  | Argentina | 2010      |
| Barracas Central  | Argentina | 2011-2012 |
| Colegiales        | Argentina | 2012-2013 |
| Talleres (RdE)    | Argentina | 2013-2014 |
| San Telmo         | Argentina | 2014      |
| Sacachispas       | Argentina | 2015      |
| San Miguel        | Argentina | 2015      |

### Entrenador
| Equipo                      | Div.                | Temporada           | Liga  | Liga | Liga | Liga | Liga |       | Copa | Copa | Copa | Copa  |   | Internacional | Internacional | Internacional | Internacional | Internacional |   | Otros | Otros | Otros | Otros |    | Totales | Totales     | Totales | Totales | Totales | Totales | Totales | Totales | Totales |
| Equipo                      | Div.                | Temporada           | Part. | G    | E    | P    | Pos. | Part. | G    | E    | P    | Part. | G | E             | P             | Pos.          | Part.         | G             | E | P     | Part. | G     | E     | P  | Puntos  | Rendimiento | GF      | GC      | Dif.    |         |         |         |         |
| --------------------------- | ------------------- | ------------------- | ----- | ---- | ---- | ---- | ---- | ----- | ---- | ---- | ---- | ----- | - | ------------- | ------------- | ------------- | ------------- | ------------- | - | ----- | ----- | ----- | ----- | -- | ------- | ----------- | ------- | ------- | ------- | ------- | ------- | ------- | ------- |
| Comunicaciones Argentina    | 3.ª                 | 2016-17             | 38    | 15   | 12   | 11   | 4.º  | -     | -    | -    | -    | -     | - | -             | -             | -             | -             | -             | - | -     | 38    | 15    | 12    | 11 | 57/114  | 50%         | 45      | 39      | +6      |         |         |         |         |
| Comunicaciones Argentina    | Total               | Total               | 38    | 15   | 12   | 11   | -    | -     | -    | -    | -    | -     | - | -             | -             | -             | -             | -             | - | -     | 38    | 15    | 12    | 11 | 57/114  | 50%         | 45      | 39      | +6      |         |         |         |         |
| Ferro Argentina             | 2.ª                 | 2017-18             | 13    | 4    | 5    | 4    | 18.° | -     | -    | -    | -    | -     | - | -             | -             | -             | -             | -             | - | -     | 13    | 4     | 5     | 4  | 17/42   | 40.47%      | 15      | 15      | 0       |         |         |         |         |
| Ferro Argentina             | 2.ª                 | 2018-19             | 16    | 5    | 2    | 9    | Inc. | -     | -    | -    | -    | -     | - | -             | -             | -             | -             | -             | - | -     | 16    | 5     | 2     | 9  | 17/48   | 35.42%      | 18      | 26      | -8      |         |         |         |         |
| Ferro Argentina             | Total               | Total               | 29    | 9    | 7    | 13   | -    | -     | -    | -    | -    | -     | - | -             | -             | -             | -             | -             | - | -     | 29    | 9     | 7     | 13 | 34/90   | 39.08%      | 33      | 41      | -8      |         |         |         |         |
| Atlanta Argentina           | 3.ª                 | 2018-19             | 11    | 7    | 4    | 0    | 2.º  | -     | -    | -    | -    | -     | - | -             | -             | -             | -             | -             | - | -     | 11    | 7     | 4     | 0  | 25/33   | 75.76%      | 14      | 2       | +12     |         |         |         |         |
| Atlanta Argentina           | 2.ª                 | 2018-19             | -     | -    | -    | -    | -    | 1     | 0    | 0    | 1    | -     | - | -             | -             | -             | -             | -             | - | -     | 1     | 0     | 0     | 1  | 0/3     | 0%          | 0       | 2       | -2      |         |         |         |         |
| Atlanta Argentina           | 2.ª                 | 2019-20             | 15    | 8    | 4    | 3    | Inc. | -     | -    | -    | -    | -     | - | -             | -             | -             | -             | -             | - | -     | 15    | 8     | 4     | 3  | 28/45   | 62.22%      | 28      | 18      | +10     |         |         |         |         |
| Atlanta Argentina           | Total               | Total               | 15    | 8    | 4    | 3    | -    | 1     | 0    | 0    | 1    | -     | - | -             | -             | -             | -             | -             | - | -     | 27    | 15    | 8     | 4  | 53/81   | 65.43%      | 42      | 22      | +20     |         |         |         |         |
| Defensor Sporting · Uruguay | 1.ª                 | 2020                | 19    | 6    | 7    | 6    | Inc. | -     | -    | -    | -    | -     | - | -             | -             | -             | -             | -             | - | -     | 19    | 6     | 7     | 6  | 25/57   | 43.86%      | 19      | 27      | -8      |         |         |         |         |
| Defensor Sporting · Uruguay | Total               | Total               | 19    | 6    | 7    | 6    | -    | -     | -    | -    | -    | -     | - | -             | -             | -             | -             | -             | - | -     | 19    | 6     | 7     | 6  | 25/57   | 43.86%      | 19      | 27      | -8      |         |         |         |         |
| Belgrano Argentina          | 2.ª                 | 2021                | 9     | 3    | 2    | 4    | Inc. | -     | -    | -    | -    | -     | - | -             | -             | -             | -             | -             | - | -     | 9     | 3     | 2     | 4  | 11/27   | 40.74%      | 6       | 8       | -2      |         |         |         |         |
| Belgrano Argentina          | Total               | Total               | 9     | 3    | 2    | 4    | -    | -     | -    | -    | -    | -     | - | -             | -             | -             | -             | -             | - | -     | 9     | 3     | 2     | 4  | 11/27   | 40.74%      | 6       | 8       | -2      |         |         |         |         |
| Deportivo Morón Argentina   | 2.ª                 | 2022                | 11    | 2    | 6    | 3    | Inc. | -     | -    | -    | -    | -     | - | -             | -             | -             | -             | -             | - | -     | 11    | 2     | 6     | 3  | 12/33   | 36.36%      | 6       | 6       | 0       |         |         |         |         |
| Deportivo Morón Argentina   | Total               | Total               | 11    | 2    | 6    | 3    | -    | -     | -    | -    | -    | -     | - | -             | -             | -             | -             | -             | - | -     | 11    | 2     | 6     | 3  | 12/33   | 36.36%      | 6       | 6       | 0       |         |         |         |         |
| Atlanta Argentina           | 2.ª                 | 2022                | 6     | 1    | 2    | 3    | Inc. | -     | -    | -    | -    | -     | - | -             | -             | -             | -             | -             | - | -     | 6     | 1     | 2     | 3  | 5/18    | 27.78%      | 4       | 6       | -2      |         |         |         |         |
| Atlanta Argentina           | Total               | Total               | 6     | 1    | 2    | 3    | -    | -     | -    | -    | -    | -     | - | -             | -             | -             | -             | -             | - | -     | 6     | 1     | 2     | 3  | 5/18    | 27.78%      | 4       | 6       | -2      |         |         |         |         |
| Almirante Brown Argentina   | 2.ª                 | 2023                | 18    | 7    | 7    | 4    | Inc. | -     | -    | -    | -    | -     | - | -             | -             | -             | -             | -             | - | -     | 18    | 7     | 7     | 4  | 28/54   | 51.85%      | 20      | 16      | +4      |         |         |         |         |
| Almirante Brown Argentina   | Total               | Total               | 18    | 7    | 7    | 4    | -    | -     | -    | -    | -    | -     | - | -             | -             | -             | -             | -             | - | -     | 18    | 7     | 7     | 4  | 28/54   | 51.85%      | 20      | 16      | +4      |         |         |         |         |
| Temperley Argentina         | 2.ª                 | 2023                | 15    | 6    | 6    | 3    | 8.°  | -     | -    | -    | -    | -     | - | -             | -             | -             | 3             | 2             | 0 | 1     | 18    | 8     | 6     | 4  | 30/54   | 55.55%      | 22      | 18      | +4      |         |         |         |         |
| Temperley Argentina         | Total               | Total               | 15    | 6    | 6    | 3    | -    | -     | -    | -    | -    | -     | - | -             | -             | -             | 3             | 2             | 0 | 1     | 18    | 8     | 6     | 4  | 30/54   | 55.55%      | 22      | 18      | +4      |         |         |         |         |
| Barracas Central Argentina  | 1.ª                 | 2024                | 12    | 1    | 5    | 6    | Inc. | 17    | 8    | 6    | 3    | -     | - | -             | -             | -             | -             | -             | - | -     | 29    | 9     | 11    | 9  | 38/87   | 43.67%      | 26      | 35      | -9      |         |         |         |         |
| Barracas Central Argentina  | Total               | Total               | 12    | 1    | 5    | 6    | -    | 17    | 8    | 6    | 3    | -     | - | -             | -             | -             | -             | -             | - | -     | 29    | 9     | 11    | 9  | 38/87   | 43.67%      | 26      | 35      | -9      |         |         |         |         |
| Gimnasia (LP) Argentina     | 1.ª                 | 2025-C              | 5     | 2    | 1    | 2    | -    | 0     | 0    | 0    | 0    | -     | - | -             | -             | -             | -             | -             | - | -     | 5     | 2     | 1     | 2  | 7/15    | 46.67%      | 4       | 4       | 0       |         |         |         |         |
| Gimnasia (LP) Argentina     | Total               | Total               | 5     | 2    | 1    | 2    | -    | 0     | 0    | 0    | 0    | -     | - | -             | -             | -             | -             | -             | - | -     | 5     | 2     | 1     | 2  | 7/15    | 46.67%      | 4       | 4       | 0       |         |         |         |         |
| Total en su carrera         | Total en su carrera | Total en su carrera | 178   | 60   | 59   | 58   | -    | 18    | 8    | 6    | 4    | -     | - | -             | -             | -             | 3             | 2             | 0 | 1     | 209   | 77    | 69    | 63 | 300/627 | 47.84%      | 227     | 222     | +5      |         |         |         |         |
| 1.                          |                     |                     |       |      |      |      |      |       |      |      |      |       |   |               |               |               |               |               |   |       |       |       |       |    |         |             |         |         |         |         |         |         |         |

## Palmarés

### Como entrenador

#### Torneos locales
| Logro                           | Club    | País      | Temporada |
| ------------------------------- | ------- | --------- | --------- |
| Ascenso a la Primera B Nacional | Atlanta | Argentina | 2018-19   |